# The Cars (álbum)
The Cars es el álbum debut homónimo de la banda estadounidense de new wave, The Cars. Fue lanzado al mercado el 6 de junio de 1978 por el sello discográfico Elektra Records. 
El álbum fue un éxito comercial y crítico, lo cual llevó a que la banda fuera incluida en el Rock n Roll Hall of Fame, así como la inclusión del álbum en las listas de los RS500 de la revista Rolling Stone, y los 1001 discos que hay que oír antes de morir.
Igualmente es considerado como uno de los mejores debuts de la historia, así como uno de los álbumes más influyentes.
En 2024, el álbum homónimo de The Cars fue elegido para ser preservado en la Biblioteca del Congreso de Estados Unidos en su Registro Nacional de Grabaciones, por ser «cultural, histórica o estéticamente significativo». 

## Lista de canciones
Todas las canciones fueron escritas por Ric Ocasek, excepto "Moving In Stereo" que fue compuesta por Ocasek y Greg Hawkes.
1. "Good Times Roll" – 3:44
2. "My Best Friend's Girl" – 3:44
3. "Just What I Needed" – 3:44
4. "I'm In Touch With Your World" – 3:31
5. "Don't Cha Stop" – 3:01
6. "You're All I've Got Tonight" – 4:13
7. "Bye Bye Love" – 4:14
8. "Moving In Stereo" – 4:41
9. "All Mixed Up" – 4:14

## Personal
- Ric Ocasek - Guitarra y voz.
- Elliot Easton - Guitarra y coros.
- Greg Hawkes - Teclados, percusión, saxo y coros.
- Benjamin Orr - Bajo y voz.
- David Robinson - Batería, percusión y coros.